# San José la Arada
El Municipio Centenario de San José la Arada («San José»: en honor a su santo patrono José de Nazaret; «La Arada», en rememoración de la batalla de la Arada) es municipio del departamento de Chiquimula de la región nororiente de la República de Guatemala. Este municipio celebra su fiesta titular el 19 de marzo cada año en honor de san José.

## Historia de la Fundación del Municipio de San José La Arada
El municipio de San José La Arada,  ubicado en el departamento de Chiquimula, fue oficialmente fundado el 11 de septiembre de 1924 mediante un acuerdo gubernativo que elevó a la entonces aldea de “San Joseph” a la categoría de municipio, por el gobierno del general José María Orellana.
```
Sin embargo, debido a las limitaciones de transporte de la época, dicho acuerdo llegó al lugar el 16 de septiembre de 1924, fecha que desde entonces se conmemora como la fundación oficial del municipio.
```

Este logro fue posible gracias al liderazgo de Don Benjamín Antonio Guzmán España, quien, con determinación y compromiso, gestionó el reconocimiento oficial del municipio. Entendiendo la importancia de la autonomía para el progreso de su comunidad, Guzmán España dedicó tiempo y esfuerzo a esta causa, dejando un legado imborrable en la historia de San José La Arada.
A su lado, 13 valientes mujeres jugaron un papel crucial en este proceso, aportando su apoyo, recursos y trabajo conjunto. Estas damas fueron:
	1.	Mercedes Portillo de Guzmán
	2.	Edelmira Guzmán Valdés
	3.	Juliana Valdés de Moscoso
	4.	Cándida Moscoso de Castañeda
	5.	Celia Guzmán Valdés
	6.	Victoria Arrué de Guzmán
	7.	Adela Valdés de Morales
	8.	Virginia Calderón de Urzúa
	9.	Dolores Guzmán de Miranda
	10.	Berta Moscoso de Lemus
	11.	María Lucinda Guzmán Valdés
	12.	Milagro Valdés de Camacho
	13.	María Moscoso Espino
Estas mujeres no solo respaldaron la visión de Guzmán España, sino que también demostraron su amor y compromiso por el bienestar de su comunidad, convirtiéndose en pilares fundamentales de la fundación del municipio.

## Acuerdo Gubernativo de 1924 - Según Primer Libro de Actas de la Municipalidad Josefina
Guatemala, 11 de septiembre de 1924 Señor Jefe Político departamental de Chiquimula, para su conocimiento y efectos, transcribo a usted el acuerdo que literalmente dice: "Casa de Gobierno de Guatemala 11 de septiembre de 1924, examinada la solicitud de los vecinos de la aldea de  San José La Arada, departamento de Chiquimula, relativa a que se erija en un municipio a dicha aldea; y considerando: que son justas y atendibles las razones en que la fundan, por tanto, el presidente de la República, con vista a la información seguida al efecto y del dictamen emitido por el Fiscal del Gobierno, acuerda: acceder a la solicitud de que se ha hecho mérito, debiendo observarse para la organización del nuevo municipio las siguientes prescripciones: a) El municipio comprenderá las aldeas y caseríos de Tierra Colorada, Santa Rosa, El Rincón, Los Cimientos, El Rodeo, Saspán, Guacamayas, y Tobar, teniendo como cabecera la aldea de San José La Arada, y como límites jurisdiccionales al oriente: Chiquimula y San Jacinto, al sur:  con Ipala, municipio del departamento de Chiquimula; al poniente: San Luis Jilotepeque, municipio del departament de Jalapa.

## Toponimia
Muchos de los nombres de los municipios y poblados de Guatemala constan de dos partes: el nombre del santo católico que se venera el día en que fueron fundados y una descripción con raíz náhuatl; esto se debe a que las tropas que invadieron la región en la década de 1520 al mando de Pedro de Alvarado estaban compuestas por soldados españoles y por indígenas tlaxcaltecas y cholultecas.  En algunos casos, los poblados conservan el nombre del santo, como en el caso de San José La Arada, que debe su nombre a la José de Nazaret y terminan con algún nombre relativo a un hecho significativo de la historia de Guatemala; así pues, La Arada se refiere a la victoria del ejército guatemalteco frente a una invasión desde El Salvador en la Batalla de La Arada, que ocurrió dentro de los límites del moderno municipio.[cita requerida]

## División política
San José de La Arada tiene una extensión territorial de 160 km² y se divide en trece aldeas y trece caseríos que son:
| Tipo     | Nombres |
| -------- | --- |
| Aldeas   | 1. Cerro de Cal 2. El Rincón 3. El Rodeo 4. Guacamayas 5. La Torera 6. Los Cimientos 7. Los Encuentros 8. Santa Rosa 9. Saspan 10. Tashán 11. Tierra Colorada 12. Tobar 13. Tontol |
| Caseríos | 1. El Chucte 2. La Joya 3. Plan Redondo 4. El Potrero 5. Carrizal 6. Chiscú 7. Las Joyas 8. Chilar 9. Tambor 10. Terrero 11. Granadillas 12. Joyita 13. La Chorrera                |

## Geografía física

### Clima
La cabecera municipal de San José La Arada tiene clima de estepa semiárida (Clasificación de Köppen: Bsh).
| Parámetros climáticos promedio de Río Hondo | Parámetros climáticos promedio de Río Hondo | Parámetros climáticos promedio de Río Hondo | Parámetros climáticos promedio de Río Hondo | Parámetros climáticos promedio de Río Hondo | Parámetros climáticos promedio de Río Hondo | Parámetros climáticos promedio de Río Hondo | Parámetros climáticos promedio de Río Hondo | Parámetros climáticos promedio de Río Hondo | Parámetros climáticos promedio de Río Hondo | Parámetros climáticos promedio de Río Hondo | Parámetros climáticos promedio de Río Hondo | Parámetros climáticos promedio de Río Hondo | Parámetros climáticos promedio de Río Hondo |
| Mes                                         | Ene.                                        | Feb.                                        | Mar.                                        | Abr.                                        | May.                                        | Jun.                                        | Jul.                                        | Ago.                                        | Sep.                                        | Oct.                                        | Nov.                                        | Dic.                                        | Anual                                       |
| ------------------------------------------- | ------------------------------------------- | ------------------------------------------- | ------------------------------------------- | ------------------------------------------- | ------------------------------------------- | ------------------------------------------- | ------------------------------------------- | ------------------------------------------- | ------------------------------------------- | ------------------------------------------- | ------------------------------------------- | ------------------------------------------- | ------------------------------------------- |
| Temp. máx. media (°C)                       | 29.7                                        | 30.9                                        | 33.5                                        | 34.1                                        | 33.7                                        | 31.6                                        | 31.2                                        | 31.8                                        | 30.8                                        | 30.4                                        | 29.6                                        | 29.1                                        | 31.4                                        |
| Temp. media (°C)                            | 23.8                                        | 24.8                                        | 26.9                                        | 27.8                                        | 27.6                                        | 26.3                                        | 26                                          | 26.2                                        | 25.6                                        | 25.3                                        | 24.4                                        | 23.8                                        | 25.7                                        |
| Temp. mín. media (°C)                       | 18                                          | 18.8                                        | 20.3                                        | 21.5                                        | 21.6                                        | 21                                          | 20.8                                        | 20.6                                        | 20.5                                        | 20.2                                        | 19.2                                        | 18.5                                        | 20.1                                        |
| Precipitación total (mm)                    | 0                                           | 1                                           | 2                                           | 10                                          | 78                                          | 180                                         | 127                                         | 118                                         | 163                                         | 79                                          | 8                                           | 1                                           | 767                                         |
| Fuente: Climate-Data.org                    |                                             |                                             |                                             |                                             |                                             |                                             |                                             |                                             |                                             |                                             |                                             |                                             |                                             |

### Ubicación geográfica
El Municipio Centenario de San José La Arada se encuentra a 11 kilómetros de la cabecera departamental Chiquimula; sus colindancias son:
- Norte: Chiquimula, municipio y cabecera del departamento de Chiquimula
- Sur: Ipala, municipio del departamento de Chiquimula
- Este: San Jacinto, municipio del departamento de Chiquimula
- Oeste: San Luis Jilotepeque, municipio del departament de Jalapa[6]

|                             | Norte: Chiquimula |                   |
| Oeste: San Luis Jilotepeque |                   | Este: San Jacinto |
|                             | Sur: Ipala        |                   |

## Gobierno municipal
Los municipios se encuentran regulados en diversas leyes de la República, que establecen su forma de organización, lo relativo a la conformación de sus órganos administrativos y los tributos destinados para los mismos.  Aunque se trata de entidades autónomas, se encuentran sujetos a la legislación nacional y las principales leyes que los rigen desde 1985 son:
| N.º | Ley                                                | Descripción |
| --- | -------------------------------------------------- | --- |
| 1   | Constitución Política de la República de Guatemala | Tiene una regulación legal específica para los municipios en los artículos 253 al 262. |
| 2   | Ley Electoral y de Partidos Políticos              | Ley de carácter constitucional aplicable a los municipios en el tema de la conformación de sus autoridades electas. |
| 3   | Código Municipal                                   | Decreto 12-2002 del Congreso de la República de Guatemala. Tiene la categoría de ley ordinaria y contiene preceptos generales aplicables a todos los municipios, e inclusive contiene legislación referente a la creación de los municipios.             |
| 4   | Ley de Servicio Municipal                          | Decreto 1-87 del Congreso de la República de Guatemala. Regula las relaciones entra la municipalidad y los servidores públicos en materia laboral. Tiene su base constitucional en el artículo 262 de la constitución que ordena la emisión de la misma. |
| 5   | Ley General de Descentralización                   | Decreto 14-2002 del Congreso de la República de Guatemala. Regula el deber constitucional del Estado, y por ende del municipio, de promover y aplicar la descentralización y desconcentración económica y administrativa.                                |

El gobierno de los municipios está a cargo de un Concejo Municipal mientras que el código municipal —ley ordinaria que contiene disposiciones que se aplican a todos los municipios— establece que «el concejo municipal es el órgano colegiado superior de deliberación y de decisión de los asuntos municipales […] y tiene su sede en la circunscripción de la cabecera municipal»; el artículo 33 del mencionado código establece que «[le] corresponde con exclusividad al concejo municipal el ejercicio del gobierno del municipio».
El concejo municipal se integra con el alcalde, los síndicos y concejales, electos directamente por sufragio universal y secreto para un período de cuatro años, pudiendo ser reelectos.
Existen también las Alcaldías Auxiliares, los Comités Comunitarios de Desarrollo (COCODE), el Comité Municipal del Desarrollo (COMUDE), las asociaciones culturales y las comisiones de trabajo. Los alcaldes auxiliares son elegidos por las comunidades de acuerdo a sus principios y tradiciones, y se reúnen con el alcalde municipal el primer domingo de cada mes, mientras que los Comités Comunitarios de Desarrollo y el Comité Municipal de Desarrollo organizan y facilitan la participación de las comunidades priorizando necesidades y problemas.

## Historia de la gloriosa batalla de la Arada

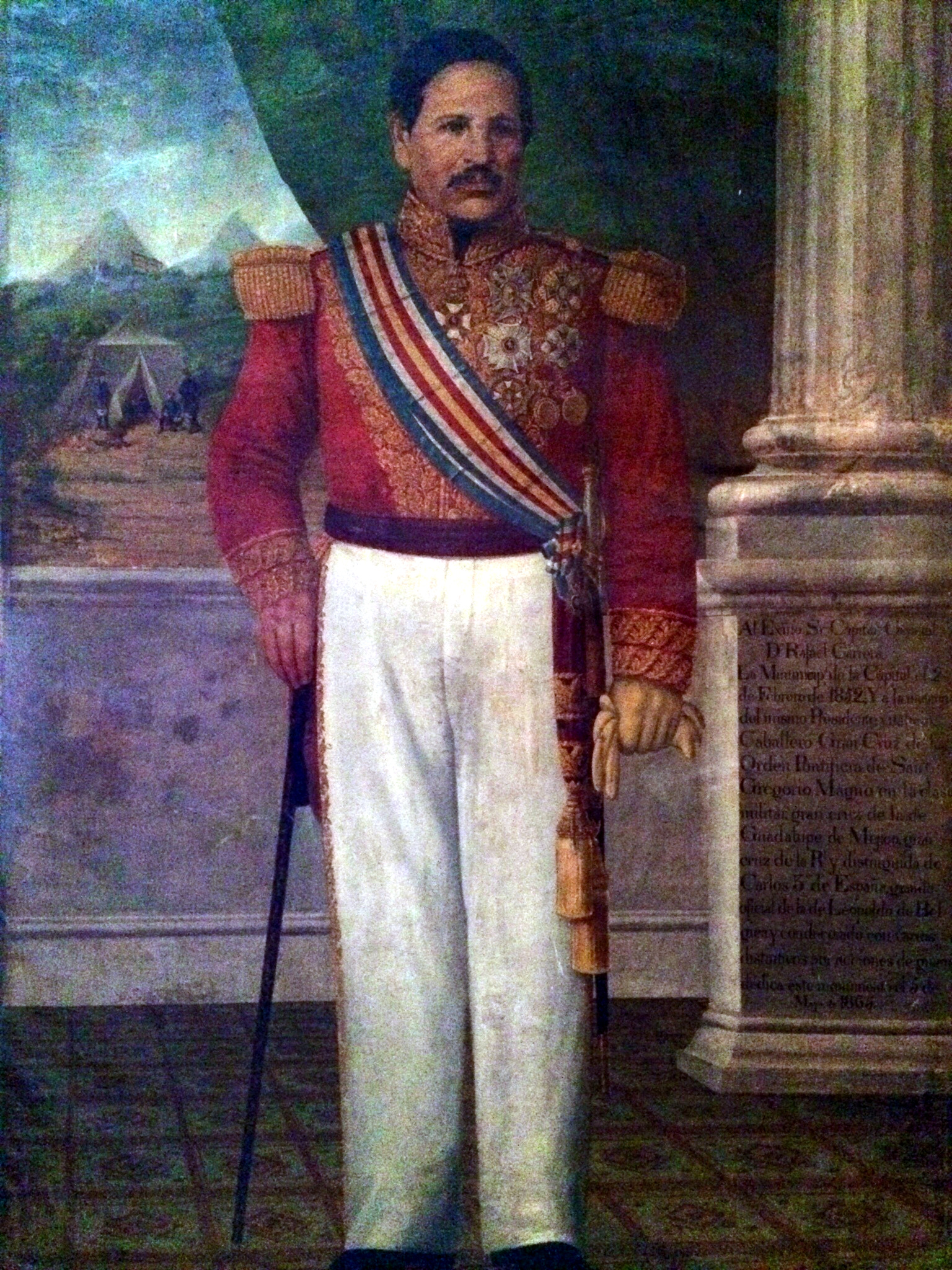
General Rafael Carrera, comandante de las fuerzas guatemaltecas que triunfaron en La Arada en 1851.

En 1849, tras el retorno de Rafael Carrera de su exilio en México y la toma del poder por los conservadores en Guatemala, el gobernante liberal salvadoreño Doroteo Vasconcelos dio asilo a los liberales guatemaltecos, entre quienes estaba José Francisco Barrundia quien fundó un periódico para atacar a Carrera. Vasconcelos alimentó, durante todo un año a la facción rebelde «La Montaña», en el oriente de Guatemala distribuyendo dinero y armas entre los sublevados. A fines del año de 1850, Vasconcelos se sintió cansado de esta guerra lenta contra Guatemala y decidió obrar abiertamente. Así las cosas, el mandatario salvadoreño inició una cruzada contra el régimen conservador de Guatemala, invitando a participar en la alianza a Honduras y Nicaragua; pero de ambos gobiernos solo el hondureño presidido por Juan Lindo aceptó participar en la invasión.
Entre tanto, en Guatemala, donde se conocían perfectamente los planes de invasión en su contra, el presidente Paredes tomó las previsiones necesarias para enfrentar la situación, mientras el arzobispo don Francisco de Paula García Peláez ordena en su arquidiócesis rogativas de paz.
El día 4 de enero de 1851 se reunieron en Ocotepeque los presidentes de Honduras y El Salvador, con la cual quedó sellada la alianza en contra de Guatemala. El ejército salvadoreño se componía de cuatro mil hombres perfectamente municionados y con apoyo de artillería; los hondureños por su parte, aprestaron dos mil hombres para la campaña. El grueso de las fuerzas aliadas se situó en Metapán, por ser esta una ubicación próxima a Honduras y a la frontera guatemalteca.
La «Batalla de la Arada», se libró el 2 de febrero de 1851 cerca de la ciudad de Chiquimula en Guatemala, entre las fuerzas de Guatemala y un ejército aliado de Honduras y El Salvador. La batalla formó parte de la guerra entre el gobierno conservador de Guatemala contra la coalición liberal de El Salvador y Honduras, y fue la amenaza más patente para Guatemala de perder su soberanía como república.  La estrategia que utilizó el comandante general de Guatemala, Rafael Carrera, resultó en una victoria aplastante para sus tropas, que únicamente sufriendo ciento veinticinco bajas entre muertos y heridos, contra más de mil quinientas bajas del enemigo.
Tras La Batalla de la Arada, el 22 de octubre de 1851 renunció el presidente guatemalteco Mariano Paredes; la Asamblea Nacional nombró a Carrera para que lo sustituyera, y este tomó posesión de la Presidencia el 6 de noviembre de 1851 tras haber solicitado a los representantes que modificasen la Constitución de la República a su conveniencia. Paredes pasó a formar parte de sus oficiales, y le fue leal hasta su muerte en 1856.

## Economía
La economía del municipio se enfoca en la agricultura y en la artesanía, ya que los productos cosechados son comercializados por todo municipio y el departamento. Los productos artesanos son elaborados por la gente del municipio posteriormente vendidos al municipio y al departamento.

### Agricultura
Los pobladores siembran semillas, frutas y verduras, pero se concentra más en los granos básicos. Los productos que más se cosechan son:
- Maíz
- Frijol
- Maicillo

### Artesanía
En el municipio se elaboran productos de madera, barro, y otros elementos. Los producto artesanales que se elaboran son:
- Muebles de madera
- Teja
- Ladrillo de barro.